# Avenida Teopanzolco
Teopanzolco, es una avenida que corre de norte a sur en la ciudad de Cuernavaca, Morelos. Tiene una longitud de 3.7 km y en ella se encuentran zonas habitacionales, hoteles y la Pirámide de Teopanzolco.

## Descripción
Es una avenida de 4 carriles, corre verticalmente de norte a sur de la ciudad y tiene una longitud de 3.7 km; comenzando con la intersección de la calle Nueva Inglaterra, en la colonia Lomas de Cortes; hasta la unión con la Avenida Alta Tensión, en la colonia Cantarranas.

## Sitios de interés

### Teopanzolco
Teopanzolco es un sitio arqueológico que se ubica en la ciudad de Cuernavaca, Morelos, México. Teopanzolco es una palabra del idioma náhuatl que se interpreta como El lugar del templo viejo.

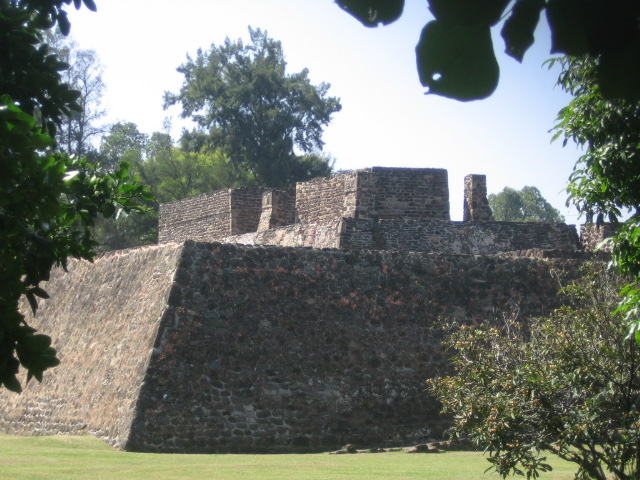
Edificio principal, el cual soporta dos templos el de Tlaloc y el de Huitzilopochtli.

- Datos: Q5714115